# Ursula Schwaller
Pour les articles homonymes, voir Schwaller.
Ursula Schwaller, née le 22 juin 1976 à Fribourg est une coureuse cycliste  et rameuse d'aviron suisse handisport, double médaillée de bronze aux Jeux paralympiques de Londres en 2012. Elle remporte le prix de Cycliste suisse de l'année en 2009.

## Biographie
Ursula Schwaller est née le 26 juin 1976. En 2002, elle a subi un accident lors d'une randonnée en montagne, lui faisant souffrir de paraplégie en raison d'une blessure à la colonne vertébrale. Elle était déjà active dans le sport, mais à la suite de cette blessure, elle a décidé de se mettre au para-sport à la place. Par exemple, elle a commencé le cyclisme en utilisant un vélo à main. Schwaller s'est fixé comme objectif de participer aux Jeux paralympiques d'été de 2008 à Pékin, en Chine, au sein de l'équipe suisse. Elle a été choisie et a terminé quatrième du contre-la-montre sur route féminin H1–2. Schwaller a eu moins de succès dans la course sur route, où elle a terminé à la neuvième place.
Aux Jeux paralympiques d'été de 2012, elle a remporté la médaille de bronze au contre-la-montre sur route féminin H1–2 malgré une blessure au pouce qui la restreignait dans la seconde moitié de la compétition. Avec les collègues paracyclistes Jean-Marc Berset et Heinz Frei, ils ont également remporté la médaille de bronze dans le relais mixte par équipe, marquant la 11e médaille des Jeux pour la Suisse. En 2015, elle a cherché à battre le record de handbike dans la course sur route longue de 300 kilomètres de Vätternrundan. Elle a également été la première femme à concourir en utilisant un handbike, ce qui exigeait une autorisation spéciale pour qu'elle puisse y participer. 

### Activité professionnelle
En dehors du sport, Ursula Schwaller travaille comme architecte, spécialiste dans la construction éco-énergétique, elle est présidente du conseil d'administration et copropriétaire d'un bureau d'architecture à Guin.
Dans le cadre de son activité professionnelle, elle est l'auteure d'une étude intitulée « Wie baubiologisch ist Minergie-P? » en collaboration avec Conrad Lutz.

## Palmarès handbike WH2

### Jeux paralympiques
- 2012 - Londres
  -  Médaille de bronze, contre la montre sur route en vélo
  -  Médaille de bronze, contre-la-montre en relais mixte

### Championnats du monde
- Championne du monde sur route : 2009, 2010 et 2011
- Championne du monde du contre la montre : 2009, 2010 et 2011

### Championnats de Suisse
- Championne de Suisse sur route : 2008, 2009, 2010 et 2012
- Championne de Suisse du contre la montre : 2008, 2009, 2010, 2011 et 2012

## Palmarès aviron ASW1x
- Championne d'Europe de para-aviron 2013

## Distinction
- Cycliste suisse de l'année : 2009